# 12 Days
12 Days — оригинальная англоязычная манга, написанная и проиллюстрированная Джун Ким. Манга была написана, когда Ким училась в колледже. 7 ноября 2006 года манга была опубликована Tokyopop в Северной Америке и имела преимущественно положительные отзывы. Критики хвалили мангу за натуральное изображение отношений и реалистичный рисунок. Манга лицензирована в России — издательством Палма Пресс.

## Сюжет
Состоящая из 9 глав, манга повествует о 29-летней Джеки Юэнь, женщине китайско-корейского происхождения, работающей редактором. После смерти своей бывшей любовницы, школьной медсестры по имени Ноа Ёнь, Джеки решает, что будет добавлять её останки в напитки и пить их в течение 12 дней, надеясь таким способом справиться со своим горем. Сводный брат Ноа по имени Николас («Ник») крадёт для Джеки останки своей сестры, и вскоре вместе с Джеки тоже начинает оплакивать Ноа. Юэнь вспоминает о том, как она познакомилась с Ноа и вовлеклась в гомосексуальные отношения. Однако Ноа, решив выйти замуж за мужчину по воле своего отца, разрывает отношения с Джеки и погибает в автомобильной аварии по окончании своего медового месяца. Продолжая свой ритуал, Джеки начинает плохо себя чувствовать и падает в обморок. Ник отвозит её в больницу, где та выздоравливает. В день Нового Года Джеки расстаётся с Ником и возвращается в свою квартиру, где обнаруживает, что Ник забрал обручальное кольцо, которое она хотела подарить Ноа. Ник, втайне от Джеки, положил кольцо в останки.

## Стиль и тематика
Джун Ким, автор и иллюстратор манги, рисовала её преимущественно в реалистическом стиле, иногда изображая персонажей с использованием деформации. Комикс читался слева направо. Имея цветную обложку, сам рисунок в манге чёрно-белый с преобладанием серого оттенка. Автор раскрывает прошлое персонажей через их сны и эпизодические флешбэки. Некоторые отличительные черты персонажей, например аллергия Джеки на шоколад, показаны читателю не через экспозицию, а через логические умозаключения. К тому же, наряду с английским текстом в мангу включена короткая корейская песня, текст которой не был переведён.
Критики обращали особое внимание на темы любви и потери. По мнению Дирка Деппея из The Comics Journal, в основу сюжета легли «любовь и её последствия». Тэрон Мартин из Anime News Network заключил, что эта история о «попытке справиться с огромным горем». По мнению Кэтрин Дэйси, бывшего главного редактора из PopCultureShock, манга содержит «прекрасные примеры того, как мы скорбим, выражаем желания, помним моменты боли и предательства». Джоханна Драпер Карлсон, обозреватель из Publishers Weekly, писала о том, что употребление останков со стороны главной героини служит для неё «переходным периодом, т.е способом подавить своё горе и через какое-то время иметь возможность вернуться к нормальной жизни».
В меньшей степени критики отзывались о теме гомосексуальных отношений. Тэрон Мартин считал, что эта тема хоть и затронута в произведении, но не является основной. По мнению другого обозревателя из Anime News Network, Джеки и Ноа «настолько стыдились своей гомосексуальности, что этот стыд в конечном счёте полностью разрушил их отношения». Сравнивая мангу с графической новеллой Элисон Бенчдел Fun Home, Эрика Фридмен не считала историю повествованием о лесбийских отношениях, по её мнению, это было «повествование о горе и об упущенных возможностях для сближения».

## История создания
Сюжет манги был основан на истории, рассказанной автору неизвестным. Ким начала работу над мангой во время учебного года, считая, что таким способом сможет справиться с разрывом отношений. Вскоре Ким, оправившись от стресса, отказалась от продолжения незавершённого комикса, считая свою первоначальную идею неразвитой. В 1998 году, после окончания учёбы в колледже в Сеуле, где Ким изучала японский язык и литературу, она переехала в Нью-Йорк, где четыре года посещала школу искусств, и в 2002 году окончила обучение. Она создала три небольших комикса: SheepSheepSleep (2003), B-612 (2003—2004), и Repeat (2005).
На международном фестивале San Diego Comic-Con International Ким встретилась с бывшими редакторами компании Tokyopop, которые помогли ей в выборе издателя. Возобновив работу над 12 Days в начале 2005 года, Ким считала, что скорому завершению препятствуют «семейные дела, другие проекты и неторопливость». К тому же Ким, которая родилась и выросла в Южной Корее, и свободно владела корейским, английским и японским языками, считала, что некоторые моменты в манге не смогут быть корректно переведены на английский язык, что в итоге заставило её поменять подход к написанию манги. Она решила, что её произведение будет оригинальной англоязычной мангой, и оно будет чем-то отличным от манхвы и манги. Завершённая к середине августа 2006 года, манга 12 Days была издана компанией Tokyopop в Северной Америке в ноябре того же года (ISBN 978-1-59816-691-0). Манга также была издана в Германии.

## Отзывы
Манга получила в основном положительные отзывы критиков. Каролин Райдер из журнала The Advocate отозвалась о манге, как о «сильной и эмоциональной графической новелле». Было отмечено, что Джун Ким обращала особое внимание на прорисовку задних планов и деталей. Эрика Фридмен отозвалась о комиксе, как об «отлично сделанном и достойном чтения», хотя у неё лично он не вызвал восторга. Отмечая количество флешбэков, способных сбить с толку читателя, Тэрон Мартин говорил: «12 Days не похожа ни на какую обычную мангу или что-то её подобное. Здесь автор избегает проявлений сенсуализма, донося до читателя эту достаточно сложную тему, что может показаться непривлекательным, но, безусловно, произведение стоит прочитать». Уайл Деппей положительно отозвался о манге, как о «перспективной, частично удовлетворительной и близкой к успеху». Кэтрин Дэйси отметила «эмоциональный, заставляющий задуматься сюжет» и использование автором техники натурализма. Позднее манга заняла место в списке десяти лучших оригинальных англоязычных манг. Джоханна Драпер Карлсон отметила: «Чувства и эмоции, которые несёт в себе эта книга, знакомы каждому, кто страдал от потери любви. Здесь есть над чем подумать». Существовали и критические отзывы. Например, по мнению обозревателя из IGN, это произведение должно быть понятным широкому кругу читателей, иначе оно не имеет смысла.